# Dereše
Die Dereše ist mit 2003,5 m n.m. der niedrigste der vier Zweitausender der Niederen Tatra in der Slowakei. Der Berg befindet sich im Hauptkamm des Gebirges, etwa 1,5 km Luftlinie westlich des Berges Chopok entfernt. Die nächsten Berge sind der westlich gelegene Chabenec (1955 m n.m.) auf dem Hauptkamm und die Skalka (1980 m n.m.) südöstlich davon.
Der Berg Dereše ist direkt vom Berg Chopok erreichbar (roter Weg). Alternativ kann er von der leichteren Südseite über einen gelb gekennzeichneten Weg von Tále aus, oder über einen grünen Weg über das Tal Vajskovská dolina von Dolná Lehota aus erreicht werden.
Der Berg ist im Winter ein populäres Ziel für Skibergsteiger, gilt aber als lawinengefährdet.